# 1977 w polityce

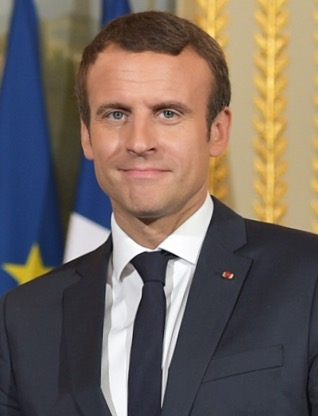
Emmanuel Macron

Wydarzenia polityczne w 1977 roku.

## Styczeń
- 1 stycznia – 243 czechosłowackich działaczy ogłosiło deklarację powstania Karty 77, która miała działać na rzecz praw człowieka. Wśród sygnatariuszy karty znaleźli się: poeta i późniejszy prezydent Václav Havel, pisarz Pavel Kohout, filozof Jan Patočka, były minister spraw zagranicznych Czechosłowacji Jiří Hájek. Sygnatariusze domagali się przestrzegania praw człowieka zapisanych w dokumentach KBWE w Helsinkach w 1975 roku[1].
- 20 stycznia – Jimmy Carter został zaprzysiężony na prezydenta Stanów Zjednoczonych[2].
- 21 stycznia – Jimmy Carter ogłosił amnestię dla wszystkich, którzy uchylali się od obowiązku służby wojskowej podczas wojny w Wietnamie[1].
- 27 stycznia – po raz pierwszy w historii amerykańskie władze wystąpiły w obronie radzieckich dysydentów. Do Moskwy został skierowany protest przeciwko próbom prześladowania fizyka Andrieja Sacharowa[1].

## Luty
- 3 lutego – dokonano zamachu stanu w Etiopii. Podczas zamachu zginął dotychczasowy prezydent generał Teferi Benti. Szefem rządu został inicjator puczu Mengystu Hajle Marjam[1].

## Marzec
- 8 marca – partyzanci z Narodowego Frontu Wyzwolenia Konga zaatakowali prowincję Shaba. Rząd Zairu oskarżył Angolę o poparcie partyzantów oraz działania mające na celu destabilizację państwa[1].
- 17 marca – w przemówieniu wygłoszonym w Zgromadzeniu Ogólnym Organizacji Narodów Zjednoczonych Jimmy Carter przedstawił tzw. doktrynę Cartera, zgodnie z którą zasady Karty Narodów Zjednoczonych dają prawo do kontroli przestrzegania praw człowieka na całym świecie[1].
- 20 marca – Jacques Chirac został merem Paryża[3].

## Maj
- 16 maja – prezydent Zambii Kenneth Kaunda poinformował światową opinię publiczną, że Zambia znalazła się w stanie wojny z Rodezją[1].

## Lipiec
- 5 lipca – w wyniku zamachu stanu odsunięto od władzy premiera Pakistanu Zulfikara Ali Bhuttę. Przyczyną zamachu było lansowanie przez Bhuttę idei socjalizmu islamskiego, która wzbudziła niezadowolenie wśród ortodoksyjnych muzułmanów i armii. Bhuttę uwięziono, a urząd premiera objął przywódca zamachowców generał Muhammad Zia ul-Haq[1].
- 26 lipca – zmarł Karol, książę Luksemburga[4].

## Październik
- Pokojową Nagrodę Nobla otrzymała organizacja Amnesty International[1].

## Grudzień
- 21 grudnia – urodził się Emmanuel Macron, prezydent Francji[5].